# Rhytidoponera taurus
Rhytidoponera taurus is een mierensoort uit de onderfamilie van de Ectatomminae. De wetenschappelijke naam van de soort is voor het eerst geldig gepubliceerd in 1910 door Forel.